# Gediminas

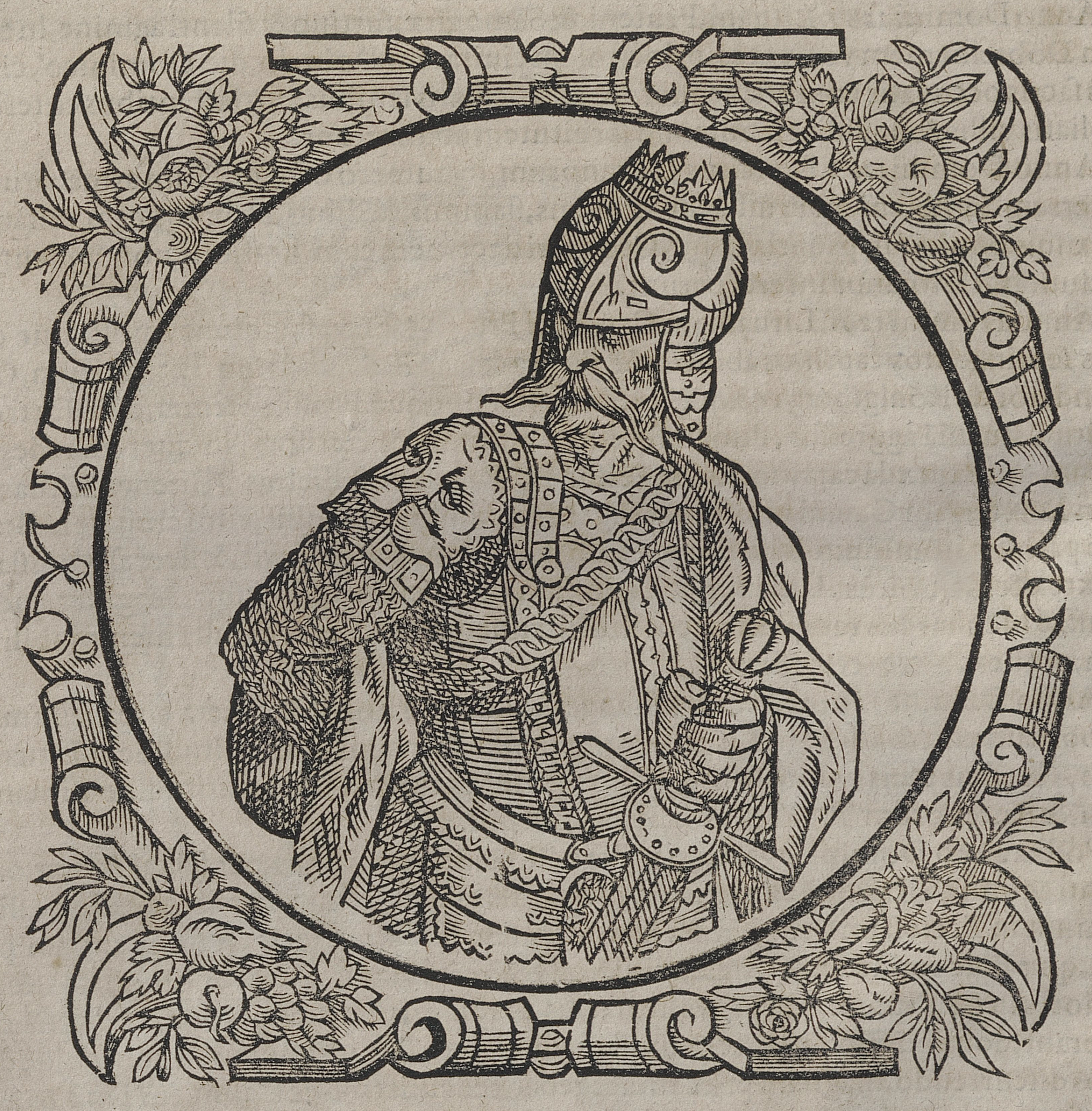
Gran Duque de Lituania Gediminas, grabado del.

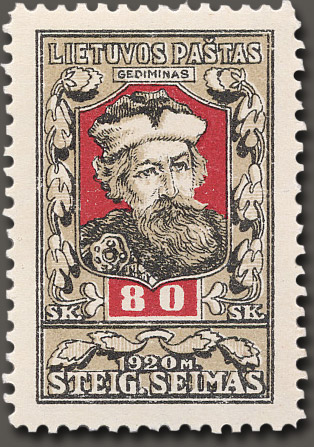
Gran Duque de Lituania Gediminas en un sello.

Gedymin o Gediminas (en ruteno: Гедимин, en ruso: Гедиминас, en polaco: Giedymin; Vilna, c. 1275 – ibídem, invierno de 1341) fue un gobernante medieval del Gran Ducado de Lituania de 1316 a 1341, lo que significaba gobernar sobre los lituanos y sobre una gran parte de la Rus de Kiev. Fue el fundador del Gran Ducado como Imperio. Tiene la reputación de ser un pagano convencido que se resistió a todos los intentos para cristianizar el país, aunque en realidad el caso es más complejo.

## Título
- El título de Gediminas en latín: Gedeminne Dei gratia Letwinorum et multorum Ruthenorum rex[1]

Que traduce como:
- "Gediminas, por la Gracia de Dios, de los Lituanos y de muchos Rutenos, rey"[1]

En sus cartas al papado de 1322 y 1323, añade Princeps et Dux Semigallie (príncipe y duque de Semigalia). En el bajo alemán contemporáneo se le llama simplemente Koningh van Lettowen, reflejando el latín Rex Lethowye (ambos "Rey de Lituania").  El derecho de Gediminas a usar el término latino rex, que el papado se proclamaba como poseedor del derecho de otorgarlo desde el siglo XIII, es objeto de controversia en algunas fuentes católicas. Así, es denominado rex sive duke ("rey o duque") por una fuente; asimismo el Papa Juan XXII, en una carta al rey de Francia, se refiere a Gediminas llamándole "el que se llama a sí mismo rex", aunque cuando mantiene correspondencia con el propio Gediminas sí le llama rex (regem sive ducem).

## Origen

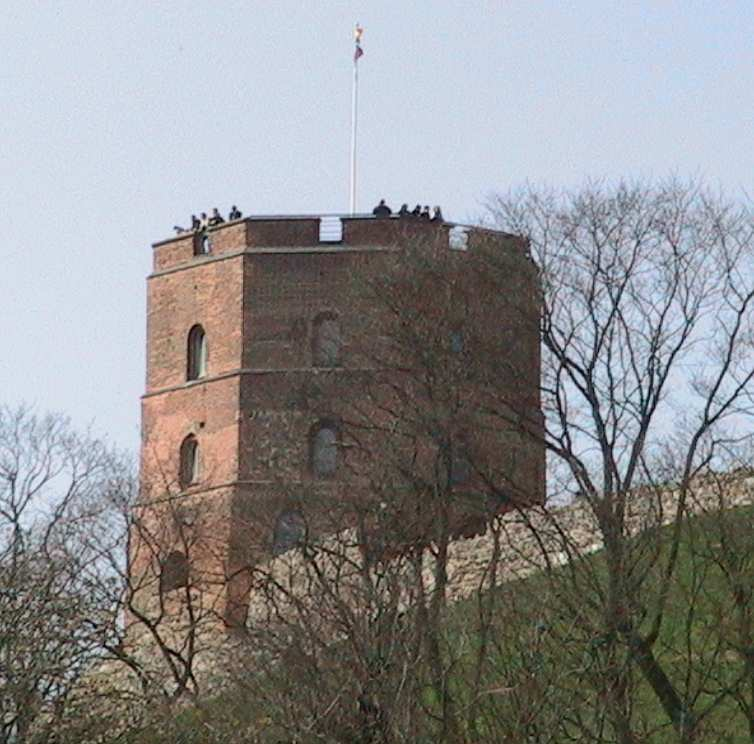
Torre de Gediminas, llamada así por el fundador de Vilna, aunque fue construida considerablemente después.

Se tiene por supuesto que Gediminas fue palafrenero de Vitenis, Gran Duque de Lituania, pero es más probable que se tratara de un hermano menor de Vitenis e hijo de Butvidas (Pukuwer), otro gran duque lituano. En cualquier caso, el origen ruríkida que se le atribuyó posteriormente es una farsa. De acuerdo a las últimas investigaciones, incluso su abuelo no se puede identificar claramente. Gediminas llegó a ser gran duque (en lituano: didysis kunigaikštis) en 1316, con cuarenta años, y gobernó por 25 años.

## Elección de religión
Heredó un vasto territorio, que comprendía la Lituania propia, Samogitia, Navahrúdak, Podlaquia, Pólatsk y Minsk. Sin embargo, estas posesiones estaban rodeadas de poderosos enemigos, el más peligroso de los cuales era el Estado de la Orden Teutónica y la Orden Livona. Hacía tiempo que el saqueo continuado por parte de los Caballeros contra las tribus lituanas había unido a las mismas contra un enemigo común. Gediminas tenía el objetivo de establecer una dinastía que hiciera de Lituania un país seguro y poderoso, y por esa razón entró en negociaciones diplomáticas directas con la Santa Sede. A finales de 1322 envió cartas al Papa Juan XXII solicitando su protección contra la persecución de los Caballeros, informándole de los privilegios concedidos a los dominicos y los franciscanos para la predicación, y deseando que le enviara legados para entrar él también en el seno de la Iglesia.
Al recibir una respuesta favorable de la Santa Sede, Gediminas promulgó una serie de cartas, fechadas el 25 de enero de 1325, a las principales ciudades de la Hansa, ofreciendo tierras para todo el que quisiera de cualquier orden o profesión, desde nobles y caballeros hasta los campesinos. Los inmigrantes elegirían sus propios asentamientos y serían gobernados por sus propias leyes. Los sacerdotes y monjes fueron a su vez invitados a construir iglesias en Vilna y Navahrúdak. En octubre de 1323 se reunieron en Vilna representantes del arzobispo de Riga, del obispado de Dorpat, del rey de Dinamarca, de las órdenes dominica y franciscana y del Gran Maestre de la Orden Teutónica. En esa reunión Gediminas confirmó sus promesas y se comprometió a bautizarse según llegaran los legados papales. Se firmó entonces un tratado entre Gediminas y los delegados, en nombre del Mundo Cristiano, confirmando los privilegios prometidos.
Pero la cristianización de Lituania no era del gusto de los Caballeros Teutónicos, que harían todo lo posible por anular los designios de Gedimidas. Esto resultaría muy fácil, ya que éste tenía que contentar a sus parientes paganos como él mismo de Samogitia, a sus súbditos ortodoxos de Bielorrusia y a sus aliados  católicos en Masovia. Su política, por tanto, era necesariamente ambigua, y podría ser malinterpretada.

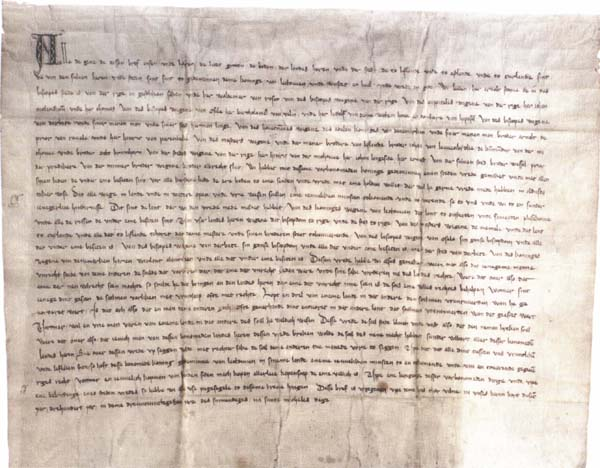
Un tratado de paz entre Gediminas y la Orden.

Por este motivo, su saqueo en Dobrzyń, la última adquisición de los Caballeros sobre territorio polaco, les dio a estos últimos un arma contra el lituano. Los obispos de Prusia, que actuaban en complicidad con los Caballeros, se reunieron en un sínodo en Elbing, donde cuestionaron la autoridad de las cartas de Gediminas y lo denunciaron como enemigo de la fe. Sus súbditos ortodoxos le reprocharon que se inclinara hacia la herejía latina, mientras que los lituanos paganos le acusaban de abandonar a los dioses de sus ancestros. Para esquivar sus dificultades, Gediminas se retractó de sus antiguas promesas, rechazando el recibir a los legados papales en Riga en septiembre de 1323 y echando de sus territorios a los frailes franciscanos. Estas medidas denotan el reconocimiento de Gediminas de que los paganos era el poder más fuerte de Lituania, y no se podía dejar de tomar en cuenta en la lucha por la creación de la nacionalidad.
Al mismo tiempo, Gediminas, a través de sus embajadores informó a los legados papales de su difícil posición que le obligaba a posponer su firme determinación de ser bautizado, y los legados demostraron su confianza en él prohibiendo a los estados vecinos atacar Lituania en los siguientes cuatro años, además de ratificar el tratado que había hecho Gediminas con el arzobispo de Riga. Sin embargo, en 1325, la Orden, sin considerar las censuras de la Iglesia, reanudó la guerra contra Gediminas, que había mejorado su posición al aliarse con Vladislao I, rey de Polonia, cuyo hijo Casimiro III se había casado con la hija de Gediminas, Aldona.

### Teoría de Rowell
Existe un punto de vista alternativo a la disponibilidad de Gediminas para convertirse en cristiano. Es la defendida por Stephen Christopher Rowell en el libro Lithuania Ascending: A Pagan Empire within East-Central Europe 1295-1345. Rowell cree que Gediminas nunca tuvo la intención de convertirse en cristiano, ya que hubiese ofendido a los habitantes firmementes paganos de Samogitia o Žemaitija y la Lituania Superior o Aukštaitija, el corazón étnico de Lituania. Según esta teoría, su estrategia era ganar el apoyo del Papa y otros poderes católicos en su conflicto con la Orden Teutónica garantizando un estatus favorable para los católicos que vivieran en su reino y fingiendo un interés personal por la religión cristiana.
Rowell apunta que la fórmula de la carta de 1322 al Papa Juan XXII fue intencionalmente vaga, y que la frase "fidem catholicam recipere" podría ser interpretada como "acepto el catolicismo para mí" o simplemente "recibo (le doy la bienvenida) la fe católica en Lituania (les permito a los católicos practicar su religión aquí)". Como dice en la página de su libro:

La ambigüedad de la frase "fidem recipere" es seguramente deliberada. Da la impresión de que el gran duque está pidiendo el bautismo y de verdad quiere decir eso. Sin embargo, es tan vaga, que podría simplemente significar que los católicos eran bienvenidos en Lituania. Este es el sentido casuístico que Gediminas escoge posteriormente para darle el sentido a sus cartas para la conversión.

Rowell también demuestra que aunque Gediminas permitió a los clérigos católicos la entrada a su reino por el propósito de darle servicio a sus súbditos católicos y a residentes temporales, castigó severamente cualquier intento para convertir a los lituanos paganos o de insultar a la religión nativa. Así entre 1339/1340 ejecutó a dos frailes franciscanos de Bohemia, Ulrich y Martín, que habían ido más allá de la autoridad que se les había concedido y habían predicado públicamente contra la religión lituana. Gediminas les ordenó renunciar al cristianismo, y cuando no lo hicieron fueron ejecutados. Cinco frailes más fueron ejecutados en 1369 por la misma razón.
Rowell describe la cremación de Gediminas en 1342 como una ceremonia totalmente pagana, incluyendo sacrificios humanos, el de su sirviente favorito y varios esclavos alemanes que fueron quemados en la pira con el cuerpo. Todos estos hechos demuestran que Gediminas permaneció fiel a su religión nativa lituana, y que su ficción de interés en el catolicismo fue simplemente una farsa para ganar aliados contra la Orden Teutónica.
Rowell afirma que el fin de los Caballeros Templarios sólo dos décadas antes por el rey Felipe IV de Francia con la connivencia del Papa Clemente V, envalentonó a Gediminas y a otros enemigos de la Orden Teutónica (por ejemplo el rey de Polonia y el Arzobispo de Riga) a creer que se podría dar una supresión similar con el beneplácito del Papa en el caso de la Orden Teutónica. La carta de 1322 debe de ser entendida en ese contexto.

## Incorporación de tierras eslavas

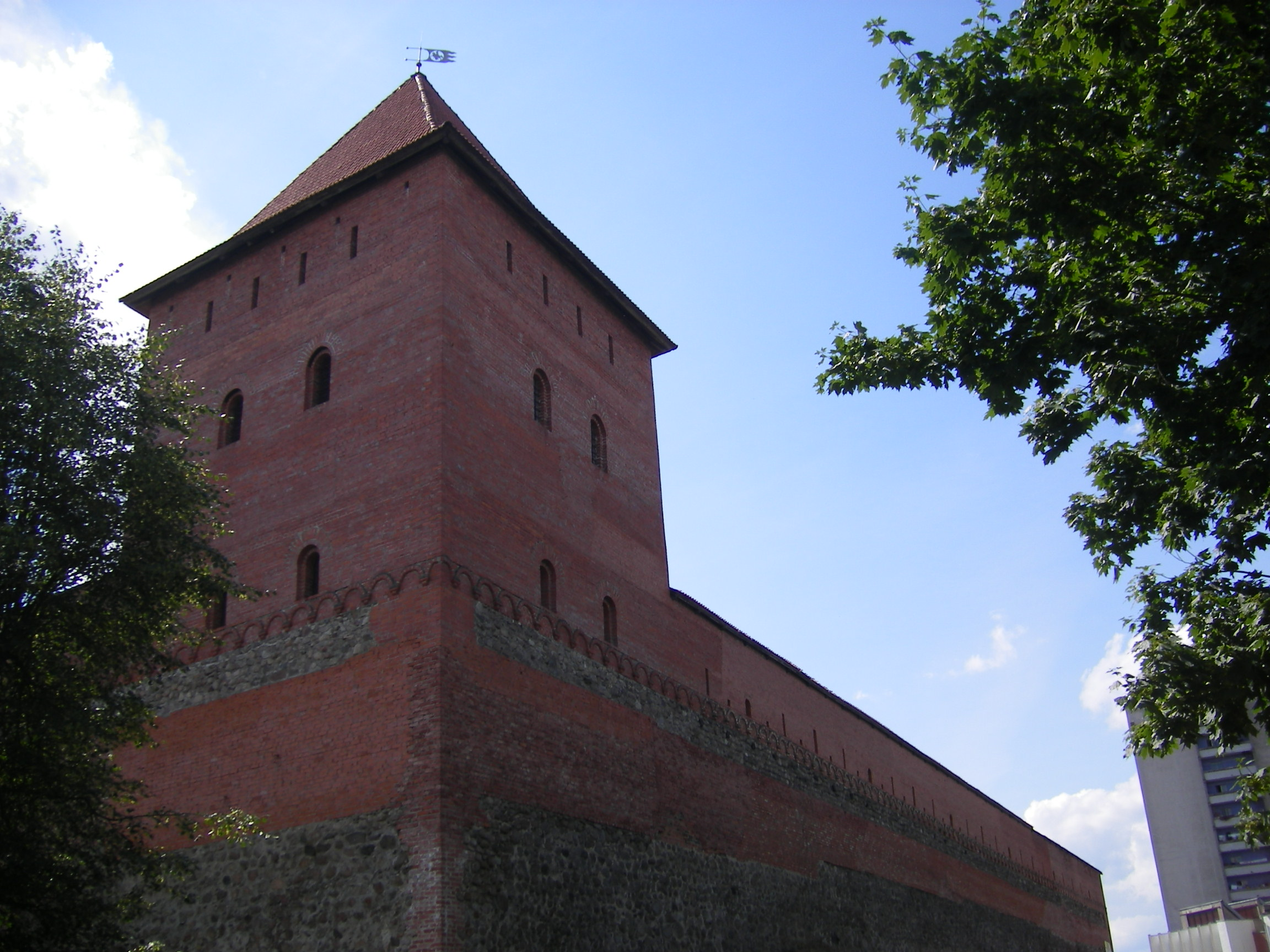
Castillo de Gediminas en Lida (reconstrucción).

Mientras aseguraba sus defensas contra sus enemigos del norte, Gediminas, desde 1316 a 1340, engrandeció sus dominios a costa de numerosos principados en el sur y en el este, cuyos incesantes conflictos entre sí contribuyeron a la ruina de todos. El progreso triunfal de Gediminas parece haber sido imparable, pero las etapas en las que se desarrolló son imposibles de seguir ya que las fuentes acerca de su historia son pocas y en conflicto, por lo que las fechas de los principales acontecimientos son dudosas. Una de sus adquisiciones territoriales más importantes fue el principado de Halych-Volynia se obtuvo mediante el matrimonio de su hijo Liubartas con la hija del príncipe de Galitzia; mientras que otra de ellas, Kiev parece haber sido sometida por conquista.
A la vez que explotaba la debilidad de los principados eslavos en la vigilia de la Invasión mongola de Rusia, Gediminas sabiamente eludió la guerra con la Horda de Oro, un gran poder regional en aquel tiempo, mientras expandía la frontera lituana hacia el Mar Negro. También se aseguró la alianza con el naciente Gran Ducado de Moscú casando a su hija, Anastasia con el gran duque Simeón. A pesar de la alianza, era suficientemente fuerte como para contrarrestar la influencia moscovita en el norte de Rusia, ayudando a la república de Pskov, que reconocía su soberanía, a independizarse de la república de Nóvgorod.

## Asuntos internos
Su administración interna lleva la marca de un sabio gobernante. Protegió al clero católico así como al ortodoxo; llevó al ejército lituano a la máxima eficiencia alcanzable en la época; defendió sus fronteras con una cadena de sólidas fortalezas, construyendo numerosos castillos en las ciudades, incluyendo a Vilna, que sería la capital. Al principio movió la capital a la nueva ciudad de Trakai, pero en 1323 restableció la capitalidad permanentemente a Vilna.

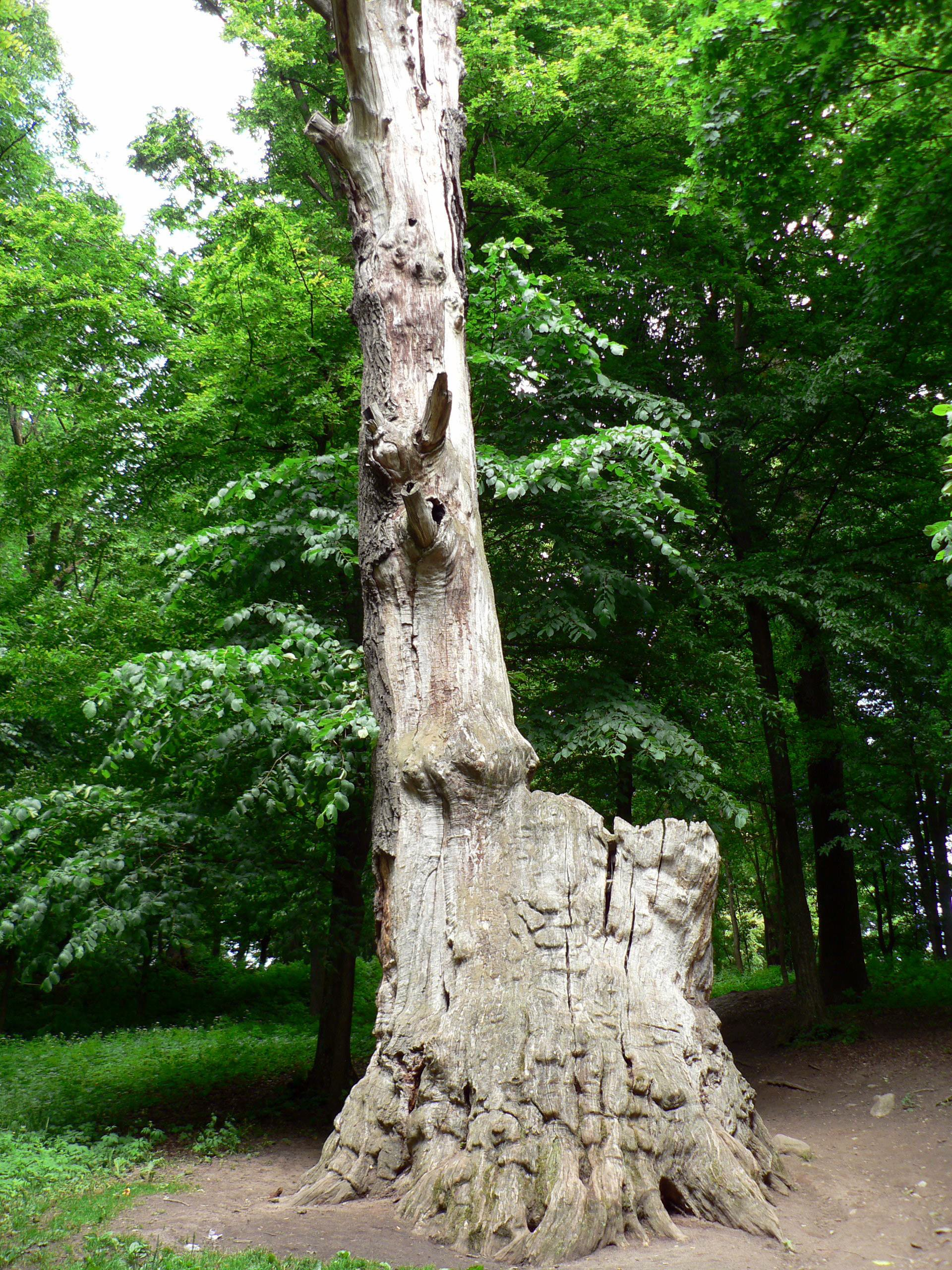
Un roble en Raudone bajo el cual se supone que Gediminas fue herido de muerte.

Gediminas murió en la última semana de 1341 (presumiblemente fue asesinado en tiempo de golpe de Estado). Se casó tres veces, dejando siete hijos y seis hijos. Dos de sus hijos murieron en batalla. Jaunutis inicialmente gobernó Vilna después de la muerte de su padre, siendo formalmente el Gran Duque de Lituania hasta que sus hermanos mayores Algirdas y Kęstutis volvieron de sus campañas militares en Rutenia y le forzaron a abdicar en su favor. Una de sus hijas, Aldona fue dada en matrimonio al rey Casimiro III de Polonia.

## Sucesión
| Predecesor: Vitenis | Gran Duque de Lituania 1316-1341 | Sucesor: Jaunutis |